# Charles de Bannes d’Avéjan
Charles de Banne(s) d’Avéjan (1688 – Parijs, 23 mei 1744) was bisschop van Alès (1721-1744), in de provincie Languedoc van het koninkrijk Frankrijk. Hij was tevens abt in het hertogdom Normandië.

## Levensloop

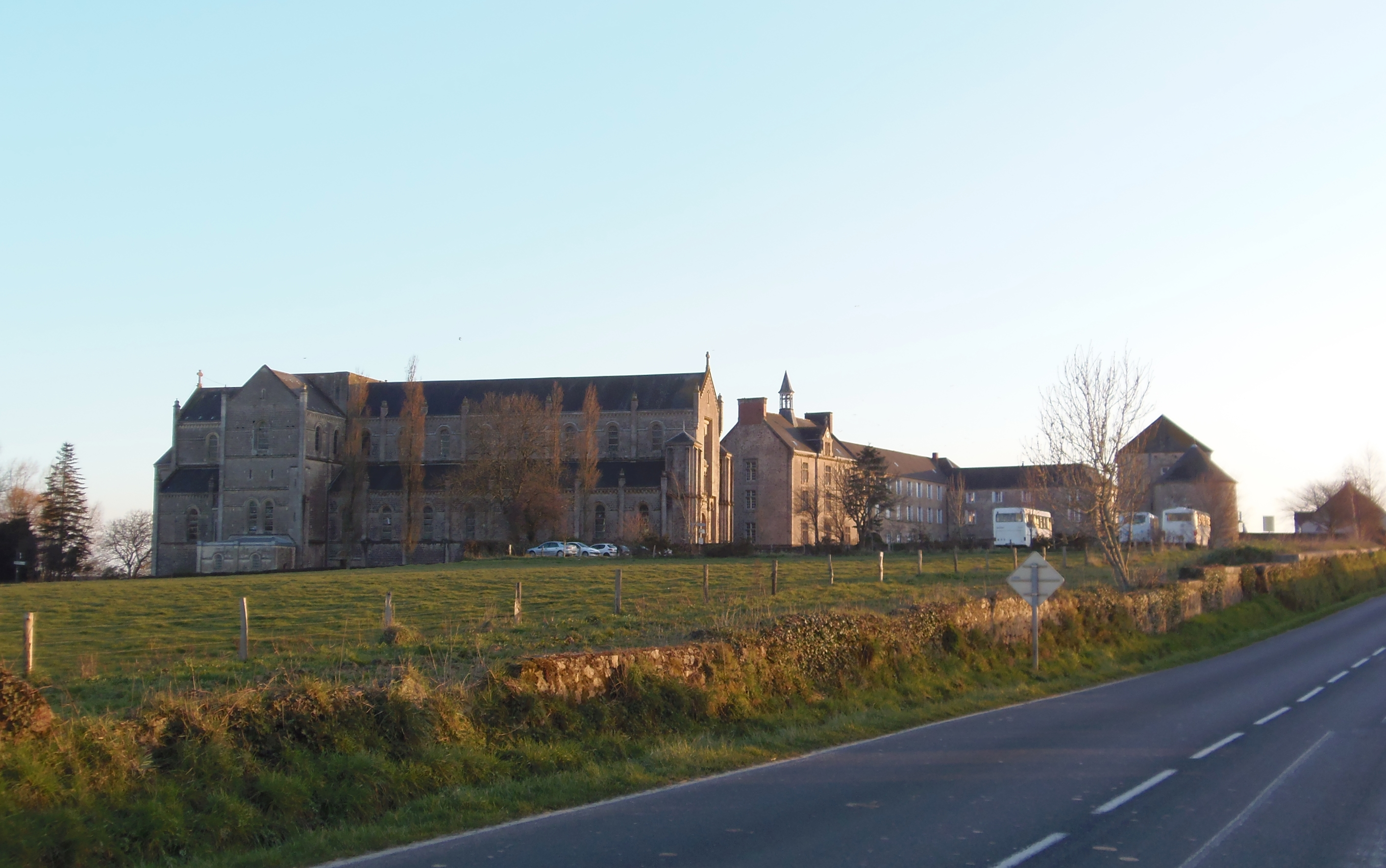
Abdij van Montebourg in Normandië, Frankrijk

D'Avéjan was een edelman uit een familie van hugenoten in de Languedoc. De familie was geadeld omwille van militaire diensten bewezen aan de Franse Kroon; zij mocht zetelen in de Staten van Languedoc. Zijn vader Denys was de eerste de Banne d’Avéjan die zich bekeerde tot het katholicisme. Hierdoor werd vader d'Avéjan onterfd door grootvader Jacques, officier en baron van Fereyrolles (eind 17e eeuw); dit was in dezelfde periode dat Charles de Bannes d’Avéjan geboren werd. Zijn nichten werden alle kloosterzuster, van wie één abdis van Hières werd.  
D'Avéjan werd tot bisschop van Alès gewijd in 1721. De wijding vond plaats door Louis de Hennin-Lietard, aartsbisschop van Embrun, die voor hem de bisschop van Alès was. Vanaf 1723 was d'Avéjan titulair abt van de abdij van Montebourg, wat hem prebenden of inkomsten bezorgde. Deze benedictijnenabdij lag in Normandië. Zijn voorganger-abt, de bisschop van Limoges, had in de abdij een armenhospitaal ingericht.
In 1734 onderging d'Avéjan, zoals andere bisschoppen, een belangrijke taxatie door koning Lodewijk XV. De katholieke geestelijkheid werd gevraagd 12 miljoen dukaten op te hoesten voor de Franse Kroon.